# Ceyreste
Ceyreste település Franciaországban, Bouches-du-Rhône megyében. Lakosainak száma 4847 fő (2022. január 1.). Ceyreste Cassis, La Ciotat, Roquefort-la-Bédoule és La Cadière-d’Azur községekkel határos.

## Népesség
A település népességének változása:
| Lakosok száma | 1581 | 2544 | 3004 | 4076 | 4282 | 4489 | 4584 | 4729 | 4801 | 4847 |
|               | 1968 | 1982 | 1990 | 2006 | 2013 | 2015 | 2017 | 2019 | 2020 | 2022 |